# مرجانة العلوي
مرجانة العلوي (بالإنجليزية: Morjana Alaoui)‏ (ولدت في الدار البيضاء عام 1983) هي ممثلة مغربية شابة سطع نجمها بعد دورها في فيلم المخرجة ليلى مراكشي ماروك. هاجرت إلى الولايات المتحدة.

## وصلات خارجية
- مرجانة العلوي على موقع IMDb (الإنجليزية)
- مرجانة العلوي على موقع ألو سيني (الفرنسية)
- مرجانة العلوي على موقع أول موفي (الإنجليزية)
- مرجانة العلوي على موقع قاعدة بيانات الأفلام السويدية (السويدية)
- مرجانة العلوي على موقع قاعدة بيانات الفيلم (الإنجليزية)
- مرجانة العلوي على موقع كينوبويسك (الروسية)